# Liunan
Liunan är ett stadsdistrikt och säte för stadsfullmäktige i Liuzhou i den autonoma regionen Guangxi i sydligaste Kina.